# 老虎崛起 (電影)
《老虎崛起》（英語：The Tiger Rising）是一部2022年美國劇情片，由雷·賈拉塔納（Ray Giarratana）執導及編劇，由丹尼斯·奎德、皇后·拉蒂法主演。電影改編自凱特·迪卡米洛同名童書。

## 角色
- Christian Convery 飾 Rob[2]
- 丹尼斯·奎德 飾 Beauchamp[2]
- 皇后·拉蒂法 飾 Willie May[3]
- Madalen Mills[2]
- 凱薩琳·麥菲[4]
- 山姆·特拉梅爾[4]

## 製作
主體拍攝於2019年11月，在喬治亞州的蒂夫頓和托馬斯維爾拍攝。

## 發行
這部電影於2022年1月21日和2022年2月8日在影院上映。

## 外部連結
- 互联网电影数据库（IMDb）上《老虎崛起》的资料（英文）